# Toulouse-le-Château
Toulouse-le-Château település Franciaországban, Jura megyében. Lakosainak száma 209 fő (2022. január 1.). Toulouse-le-Château Monay, Darbonnay, Mantry, Saint-Lamain és Sellières községekkel határos.

## Népesség
A település népessége az elmúlt években az alábbi módon változott:
| Lakosok száma | 173  | 160  | 180  | 206  | 216  | 217  | 221  | 217  | 215  | 209  |
|               | 1968 | 1982 | 1990 | 2006 | 2013 | 2015 | 2017 | 2019 | 2020 | 2022 |